# Adam Ťoupalík
Adam Ťoupalík (Tábor, 9 maggio 1996) è un ciclista su strada e ciclocrossista ceco che corre per il team Unibet Tietema Rockets. Attivo in formazioni UCI dal 2015 e già vice-campione del mondo Under-23 di ciclocross nel 2016, ha vinto una tappa all'Arctic Race of Norway 2018.

## Palmarès

### Strada
- 2014 (Juniores)

Campionati cechi, Prova a cronometro Junior
Campionati cechi, Prova in linea Junior
- 2018 (Corendon-Circus, una vittoria)

3ª tappa Arctic Race of Norway (Honningsvåg > Hammerfest)
- 2020 (Elkov-Kasper, una vittoria)

Campionati cechi, Prova in linea Elite
- 2021 (Elkov-Kasper, una vittoria)

Visegrad 4 Bicycle Race-GP Czech Republic
- 2022 (Elkov-Kasper, due vittorie)

Visegrad 4 Bicycle Race-GP Czech Republic
Visegrad 4 Kerekparverseny
- 2023 (Elkov-Kasper, cinque vittorie)

Umag Trophy
GP Goriška & Vipava Valley
Visegrad 4 Kerekparverseny
Visegrad 4 Bicycle Race-GP Czech Republic
4ª tappa Giro della Repubblica Ceca (Šumperk > Šternberk)

#### Altri successi
- 2013 (Juniores)

Classifica scalatori Oberösterreich Juniorenrundfahrt
- 2014 (Juniores)

Classifica scalatori Trofeo Karlsberg
- 2017 (Beobank-Corendon)

Classifica giovani Tour de la Province de Liège
- 2019 (Sauerland NRW-SKS Germany)

Rund um Sebnitz
- 2023 (Elkov-Kasper)

Classifica a punti Tour of Malopolska

### Cross
- 2012-2013

Campionati cechi, Junior
- 2013-2014

Cyklokros Tábor, 2ª prova Coppa del mondo Junior (Tábor)
Grote Prijs Eric De Vlaeminck, 5ª prova Coppa del mondo Junior (Heusden-Zolder)
Azencross, Junior (Loenhout)
Memorial Romano Scotti, 6ª prova Coppa del mondo Junior (Roma)
Classifica generale Coppa del mondo 2013-2014, Junior
Campionati cechi, Junior
- 2014-2015

Campionati cechi, Under-23
Campionati cechi, Elite
- 2015-2016

Campionati cechi, Under-23
- 2017-2018

Campionati cechi, Under-23
- 2022-2023

Toi Toi Cup Veselí nad Lužnicí (Veselí nad Lužnicí)
- 2023-2024

Toi Toi Cup Kolín (Kolín)

## Piazzamenti

### Competizioni mondiali
- Campionati del mondo di ciclocross

Louisville 2013 - Junior: 3º
Hoogerheide 2014 - Junior:  ritirato
Tábor 2015 - Under-23: 22º
Heusden-Zolder 2016 - Under-23: 2º
Valkenburg 2018 - Under-23: 4º
Tábor 2024 - Elite: 27º
- Campionati del mondo su strada

Innsbruck 2018 - In linea Under-23: 34º
Imola 2020 - In linea Elite: 71º
Glasgow 2023 - In linea Elite: 42°

### Competizioni europee
- Campionati europei di ciclocross

Ipswich 2012 - Junior: 13º
Mladá Boleslav 2013 - Junior: 2º
Lorsch 2014 - Under-23: 11º
Huijbergen 2015 - Under-23: 6º
Pontchâteau 2016 - Under-23: 42º
Tábor 2017 - Under-23: 11º
- Campionati europei su strada

Olomouc 2013 - In linea Junior: 20º
Nyon 2014 - Cronometro Junior: 8º
Nyon 2014 - In linea Junior: ritirato
Zlín 2018 - In linea Under-23: 6º
Plouay 2020 - In linea Elite: 9º
Trento 2021 - In linea Elite: ritirato
Monaco di Baviera 2022 - In linea Elite: 41°